# Trypeticus danielssoni
Trypeticus danielssoni är en skalbaggsart som beskrevs av Kanaar 2003. Trypeticus danielssoni ingår i släktet Trypeticus och familjen stumpbaggar. Inga underarter finns listade i Catalogue of Life.